# Костенко, Николай Иванович
Николай Иванович Костенко — учёный-юрист-международник, профессор кафедры уголовного права и криминологии юридического факультета Кубанского государственного университета, лауреат премии имени Ф. Ф. Мартенса (2004).

## Биография
Родился [уточнить].
В 1984 году — окончил юридический факультет Одесского госуниверситета имени И. И. Мечникова.
В 2003 году — защитил докторскую диссертацию, тема: «Теоретические проблемы становления и развития международной уголовной юстиции».
С 1988 года — член Российской ассоциации международного права (РАМП), с 2004 года — член Всемирной ассоциации международного права.
Основные направления научной деятельности: теория и практика международного права, особенно международное уголовное право, а также международное гуманитарное права и европейское право.
Автор более 100 работ, из них 9 монографий, 2 учебника, 14 учебно-методических пособий.

## Награды и премии
- Премия имени Ф. Ф. Мартенса (2004) — за серию монографических исследований, посвящённых международной уголовной юстиции: «Международный уголовный суд» и «Международная уголовная юстиция».[источник не указан 1348 дней]